# Satz von Kobayashi
|  | Dieser Artikel wurde auf der Qualitätssicherungsseite des Portals Mathematik eingetragen. Dies geschieht, um die Qualität der Artikel aus dem Themengebiet Mathematik auf ein akzeptables Niveau zu bringen. Bitte hilf mit, die Mängel dieses Artikels zu beseitigen, und beteilige dich bitte an der Diskussion! (Artikel eintragen) |

Satz von Kobayashi, benannt nach Hiroshi Kobayashi, ist ein Theorem der Zahlentheorie über Mengen und Primzahlen.

## Satz
Es sei {\displaystyle M} eine unendliche Menge, die aus natürlichen Zahlen besteht, sodass die Anzahl der Primzahlen, die zumindest ein Element von {\displaystyle M} teilen, endlich ist. Dann gibt es unendlich viele Primzahlen, die zumindest ein Element in {\displaystyle M+a=\{m+a:m\in M\}} teilen, wobei {\displaystyle a} irgendeine ganze Zahl ungleich null ist.
Beweis: Der Beweis dafür ist anhand linearer Algebra mithilfe des Siegelschen Satzes möglich.